# Завоевание Уэльса Эдуардом I
Завоевание Уэльса Эдуардом I произошло в основном между 1277 и 1283 годами. В ходе двух кампаний, 1277 и 1282—1283 годов, король Англии Эдуард I сначала добился значительного уменьшения владений Ллевелина ап Гриффида («Ллевелина Последнего»), а затем полностью завоевал их вместе с другими валлийскими княжествами.
К XIII веку Уэльс был разделен между валлийскими князьями и англо-нормандскими лордами Марки. Ведущим княжеством был Гвинед, князья которого установили контроль над большей частью страны, сделали других валлийских правителей своими вассалами и приняли титул принцев Уэльских. Английские монархи несколько раз пытались завоевать весь Уэльс, но только Эдуард I смог это сделать на постоянной основе. Большая часть завоеванной территории стала королевским феодом, который традиционно получал наследник английского престола вместе с титулом принца Уэльского. Оставшиеся земли перешли вассалам Эдуарда. Окончательно Уэльс был включён в состав Королевства Англия в 1535—1542 годах.

## Походы Эдуарда I
Отношения между англичанами и валлийскими князьями резко ухудшились в 1274 году, когда младший брат Лливелина Давид и Грифид ап Гвенвинвин из Поуиса после провалившейся попытки покушения на Лливелина бежали в Англию. Сославшись на продолжающиеся боевые действия и на укрывательство английским королём его врагов, Лливелин отказался приносить вассальную присягу Эдуарду. Король воспринял как провокацию планируемый брак Лливелина и Элеоноры, дочери Симона де Монфора. В ноябре 1276 года он объявил войну. Англичанами командовали Мортимер, Эдмунд Ланкастерский (брат Эдуарда) и Уильям де Бошан, 9-й граф Уорик. В июле 1277 года в Уэльс вторгся сам король во главе 15-тысячной армии. Лливелин не смог собрать крупные силы, чтобы отразить вторжение, и сдался. Согласно договору в Аберконуи (ноябрь 1277 года) он оставил за собой только западный Гвинед, но сохранил титул принца Уэльского.
В 1282 году война возобновилась. Давид, неудовлетворённый вознаграждением, поднял восстание, к нему присоединились Лливелин и другие валлийские князья. В июне они разбили Глостера в при Лландейло-Ваур. В ноябре, в то время когда архиепископ Кентерберийский Джон Пэкхэм вёл мирные переговоры, Люк де Тани, английский комендант острова Англси, переправился в Уэльс по понтонному мосту, но попал в засаду и понёс тяжкие потери в битве у Мойл-и-Дон (англ.). 11 декабря Лливелин попал в ловушку и погиб у моста Оревин, и этот момент стал переломным в войне. В июне 1283 года Давид попал в плен. Его казнили как изменника, это означало окончательное завоевание Уэльса англичанами.

## После завоевания
Следующие восстания произошли в 1287—1288 годах, а наиболее серьёзное — в 1294—1295 годах под руководством Мадога ап Лливелина, дальнего родственника Лливелина ап Грифида. Все эти выступления были подавлены. Согласно статуту Рудлана (1284 год), владения Лливелина включались в состав Англии, Уэльс получал административную систему, подобную английской, порядок в округах поддерживался шерифами. Английский закон был введён в силу для уголовных дел, хотя валлийцам было позволено улаживать некоторые споры о собственности по своим собственным законам. В 1277 году Эдуард начал полномасштабную программу создания английских поселений в Уэльсе, после 1283 года колонизация резко ускорилась. Были основаны города Флинт, Аберистуит, Ридлан, началось масштабное строительство замков. Самыми значимыми из новых крепостей стали Бомарис, Карнарвон, Конуи и Харлех. Эта программа строительства замков положила начало повсеместному использованию в Европе бойниц для лучников в стенах замков под влиянием восточного опыта, полученного в крестовых походах. Тогда же была введена в употребление идея концентрического замка: четыре замка из восьми, основанных Эдуардом в Уэльсе, стали концентрическими. 
В 1284 в Карнарвоне на свет появился сын Эдуарда, впоследствии король Эдуард II. В 1301 году он стал первым английским принцем, получившим титул принца Уэльского. Этот титул стал традиционным для всех наследников английского престола. Принц Эдуард не был королевским наследником, но стал им после смерти в 1284 году своего старшего брата Альфонсо, графа Честера.